# Melchor de Avellaneda Sandoval y Romero
Melchor de Avellaneda Sandoval y Romero (Ciudad Real, Castilla, España 22 de enero de 1653 - Madrid, 22 de enero de 1719) fue un aristócrata y militar español, I marqués de Valdecañas y primer capitán general de Valencia. 

## Biografía
Melchor de Avellaneda era hijo de José de Avellaneda Sandoval y Rojas, I marqués de Torremayor, y de Francisca Ramiro y Jiménez.
Había combatido en Flandes, Cádiz, Orán y Ceuta. Luchó en la Guerra de Sucesión Española junto a Felipe V de España y el 10 de diciembre de 1710 participó en el asedio de Brihuega durante la batalla de Villaviciosa. Al acabar la guerra fue nombrado director general de Infantería. En 1716 fue nombrado capitán general de Valencia a la muerte de su suegro, Francisco Castillo Fajardo,  cargo que ocupó hasta su muerte en 1719.